# Omono (Fluss)
Der Omono (jap. 雄物川, Omono-gawa) ist ein Fluss auf der japanischen Hauptinsel Honshū. 
Er ist 133 km lang und hat ein Einzugsgebiet von 4710 km².

## Verlauf des Flusses
Der Omono durchfließt folgende Orte:
- Präfektur Akita:
  - Yuzawa
  - Landkreis Ogachi
    - Higashi-Naruse
    - Ugo

  - Yokote
  - Landkreis Semboku
    - Misato

  - Daisen
  - Semboku
  - Akita